# آرنولد ویلیام رینولد
آرنولد ویلیام رینولد (انگلیسی: Arnold William Reinold؛ ۱۹ ژوئن ۱۸۴۳ – ۱۱ آوریل ۱۹۲۱ (۷۷ سال)) یک فیزیک‌دان اهل انگلستان بود.